# Arabia Saudita en los Juegos Paralímpicos de Sídney 2000
Arabia Saudita estuvo representada en los Juegos Paralímpicos de Sídney 2000 por cuatro deportistas masculinos. El equipo paralímpico saudita no obtuvo ninguna medalla en estos Juegos.